# Tom Gill
Tom Gill (né Thomas P. Gill le 3 juin 1913 à Brooklyn et mort le 17 octobre 2005 à Croton-on-Hudson) est un dessinateur de bande dessinée américain surtout connu pour avoir dessiné 107 numéros consécutifs du comic book de western The Lone Ranger entre 1951 et 1962. Parallèlement à sa carrière d'auteur, il a enseigné durant près de cinquante ans l'illustration et le dessin humour dans diverses institutions new-yorkaises.

## Prix
- 1965 : Té d'argent de la National Cartoonists Society (NCS)
- 1971 : Prix du comic book de la NCS